# Lophoura bouvieri
Lophoura bouvieri is een eenoogkreeftjessoort uit de familie van de Sphyriidae. De wetenschappelijke naam van de soort is voor het eerst geldig gepubliceerd in 1912 door Quidor.